# UCI World Tour
Cet article concerne la compétition masculine. Pour la compétition féminine, voir UCI World Tour féminin.
« Pro-Tour » redirige ici. Pour les autres significations, voir Pro Tour.
L'UCI World Tour, appelé UCI ProTour jusqu'en 2010, est une compétition cycliste regroupant des équipes et des courses cyclistes ayant obtenu une licence WorldTour (le plus haut niveau du cyclisme sur route international masculin). Elle a été créée en 2004 par l'Union cycliste internationale sous le nom d'UCI ProTour, et sa première édition a eu lieu en 2005. Un maximum de dix-huit équipes professionnelles possèdent une licence de l'UCI World Tour et sont appelées WorldTeams. Ce statut leur donne l'assurance et l'obligation de participer aux épreuves du circuit. Jusqu'en 2018, celles-ci attribuent aux coureurs des points, en fonction de leur classement et de la catégorie de la course, qui permettent d'établir annuellement les classements WorldTour individuels, par équipes et par nations. Ces classements remplacent à la fois les anciens classements UCI et le classement de la Coupe du monde.
Des équipes n'ayant pas le statut de WorldTeam peuvent participer à ces courses, en bénéficiant d'invitations.
En 2016, un classement mondial UCI est mis en place parallèlement au classement World Tour avec un barème différent. Ce classement ne se limite pas au statut des équipes et des coureurs et prend en compte l'ensemble du calendrier international, comme cela était le cas de 1984 à 2004. En 2017 et 2018, les deux classements (World Tour et mondial) utilisent le même barème. En 2019, pour simplifier le suivi, les classements World Tour (individuel et par équipes) disparaissent définitivement au profit du classement mondial UCI.

## Création et évolution de l'UCI WorldTour
Le ProTour est créé en 2005. Il a pour objectif de créer une hiérarchie entre les équipes cyclistes et d'obliger les meilleures équipes à participer aux courses labelisées ProTour.
À la fin de 2005, un nouveau conflit oppose l'UCI et les organisateurs des grands tours : 
Amaury Sport Organisation (ASO) pour le Tour de France, RCS pour le Tour d'Italie et Unipublic pour le Tour d'Espagne.
Les organisateurs veulent en effet pouvoir décider de l'attribution des wild-cards (invitations d'équipes qui ne comptent pas parmi les vingt du ProTour). Ils décident alors de quitter le ProTour. En plus des trois grands Tours, ils retirent également d'autres courses prestigieuses du calendrier ProTour : Paris-Nice, Tirreno-Adriatico, Milan-San Remo, Paris-Roubaix, la Flèche wallonne, Liège-Bastogne-Liège, Paris-Tours, Tour de Lombardie.
En février 2006, l'UCI a cependant publié un communiqué annonçant que ces épreuves étaient bel et bien inscrites au programme du ProTour 2006.
Les courses historiques citées ci-dessus disparaissent du Pro Tour durant la saison 2008.
Le 15 juillet 2008, durant la première journée de repos du Tour de France, les dix-sept équipes ProTour présentes (la formation Astana étant absente) annoncent leur renoncement à la licence ProTour pour 2009 et la signature d'un accord avec les organisateurs des trois grands tours.
Le classement ProTour est remplacé en 2009 et 2010 par le classement mondial UCI. Le label ProTour reste d'actualité pour certaines courses et les équipes, qui peuvent obtenir cette licence. Les courses du « calendrier historique » complètent les courses ProTour au sein du calendrier mondial. Toutes les courses historiques retrouvent ainsi leur place dans le calendrier mondial, à l'exception de Paris-Tours.
En 2011, le terme UCI ProTour est remplacé par UCI WorldTour. Le fonctionnement de l'UCI ProTour est conservé et le calendrier reprend les courses des calendriers ProTour et historique de 2009 et 2010.
L'édition 2017 est marquée par une réforme importante. Le 2 août 2016, l'UCI dévoile les 10 nouvelles épreuves qui intègrent le calendrier World Tour pour trois ans, portant à 37 le nombre total d'épreuves. Les nouvelles épreuves à partir de 2017 sont : la Cadel Evans Great Ocean Road Race, le Tour du Qatar, le Tour d'Abou Dabi, le Circuit Het Nieuwsblad, À travers les Flandres, les Strade Bianche, le Tour de Turquie, le Tour de Californie en mai, le Grand Prix de Francfort et la RideLondon-Surrey Classic. Le 9 novembre 2016, les médias annoncent l'ajout d'une 38e course au calendrier World Tour, le Tour du Guangxi en Chine. Finalement le nombre total de courses est ramené à 37 le 28 décembre 2016, en raison de l'annulation du Tour du Qatar pour des raisons financières. Le classement par pays disparaît et est remplacé par le classement mondial UCI par pays.
En 2019, les Trois Jours de Bruges-La Panne font leur apparition au calendrier, portant le total à 38 courses disputées entre le 15 janvier et le 20 octobre. D'un autre côté, le Tour d'Abou Dabi est remplacé par le Tour des Émirats arabes unis. Les classements World Tour (individuel et par équipe) disparaissent définitivement au profit du classement mondial UCI, qui propose un classement individuel, par équipes et par nations.

Logo en vigueur de 2005 à 2010
Logo en vigueur de 2011 à 2015
Logo en vigueur depuis 2016

## Courses et classements

### Courses
Ce tableau liste les 35 courses (36 en 2025) ayant le label UCI World Tour, dans l'ordre chronologique.
| Course                            | Catégorie | Classification | Pays                | Année d'obtention de la première licence |
| --------------------------------- | --------- | -------------- | ------------------- | ---------------------------------------- |
| Tour Down Under                   | 4         | 2.UWT          | Australie           | 2008                                     |
| Cadel Evans Great Ocean Road Race | 6         | 1.UWT          | Australie           | 2017                                     |
| Tour des Émirats arabes unis      | 6         | 2.UWT          | Émirats arabes unis | 2019                                     |
| Circuit Het Nieuwsblad            | 6         | 1.UWT          | Belgique            | 2017                                     |
| Strade Bianche                    | 5         | 1.UWT          | Italie              | 2017                                     |
| Paris-Nice                        | 4         | 2.UWT          | France              | 2005                                     |
| Tirreno-Adriatico                 | 4         | 2.UWT          | Italie              | 2005                                     |
| Milan-San Remo                    | 3         | 1.UWT          | Italie              | 2005                                     |
| Tour de Catalogne                 | 5         | 2.UWT          | Espagne             | 2005                                     |
| Classic Bruges-La Panne           | 6         | 1.UWT          | Belgique            | 2019                                     |
| E3 Saxo Bank Classic              | 5         | 1.UWT          | Belgique            | 2012                                     |
| Gand-Wevelgem                     | 4         | 1.UWT          | Belgique            | 2005                                     |
| À travers les Flandres            | 6         | 1.UWT          | Belgique            | 2017                                     |
| Tour des Flandres                 | 3         | 1.UWT          | Belgique            | 2005                                     |
| Tour du Pays basque               | 5         | 2.UWT          | Espagne             | 2005                                     |
| Amstel Gold Race                  | 4         | 1.UWT          | Pays-Bas            | 2005                                     |
| Paris-Roubaix                     | 3         | 1.UWT          | France              | 2005                                     |
| Flèche wallonne                   | 5         | 1.UWT          | Belgique            | 2005                                     |
| Liège-Bastogne-Liège              | 3         | 1.UWT          | Belgique            | 2005                                     |
| Tour de Romandie                  | 4         | 2.UWT          | Suisse              | 2005                                     |
| Eschborn-Francfort                | 6         | 1.UWT          | Allemagne           | 2017                                     |
| Tour d'Italie                     | 2         | 2.UWT          | Italie              | 2005                                     |
| Critérium du Dauphiné             | 4         | 2.UWT          | France              | 2005                                     |
| Tour de Suisse                    | 4         | 2.UWT          | Suisse              | 2005                                     |
| Copenhagen Sprint                 | 6         | 1.UWT          | Danemark            | 2025                                     |
| Tour de France                    | 1         | 2.UWT          | France              | 2005                                     |
| Classique de Saint-Sébastien      | 5         | 1.UWT          | Espagne             | 2005                                     |
| Tour de Pologne                   | 5         | 2.UWT          | Pologne             | 2005                                     |
| Tour d'Espagne                    | 2         | 2.UWT          | Espagne             | 2005                                     |
| Cyclassics Hamburg                | 5         | 1.UWT          | Allemagne           | 2005                                     |
| Bretagne Classic                  | 5         | 1.UWT          | France              | 2005                                     |
| Renewi Tour                       | 5         | 2.UWT          | Belgique / Pays-Bas | 2005                                     |
| Grand Prix cycliste de Québec     | 4         | 1.UWT          | Canada              | 2010                                     |
| Grand Prix cycliste de Montréal   | 4         | 1.UWT          | Canada              | 2010                                     |
| Tour de Lombardie                 | 3         | 1.UWT          | Italie              | 2005                                     |
| Tour du Guangxi                   | 6         | 2.UWT          | Chine               | 2017                                     |

Douze courses ont figuré au calendrier de l'UCI World Tour et n'en font plus partie, soit parce qu'elles ont disparu, soit parce que la licence leur a été retirée.
| Course                                               | Pays                | Années                              |
| ---------------------------------------------------- | ------------------- | ----------------------------------- |
| Championnat de Zürich                                | Suisse              | 2005-2006 (disparition)             |
| Eindhoven Team Time Trial                            | Pays-Bas            | 2005-2007 (disparition)             |
| Paris-Tours                                          | France              | 2005-2007 (rétrogradation)          |
| Tour d'Allemagne                                     | Allemagne           | 2005-2008 (disparition)             |
| Tour de Pékin                                        | Chine               | 2011-2014 (disparition)             |
| Championnat du monde du contre-la-montre par équipes | Variable            | 2012-2015 (changement de format)    |
| Tour d'Abou Dabi                                     | Émirats arabes unis | 2017-2018 (disparition)             |
| RideLondon-Surrey Classic                            | Grande-Bretagne     | 2017-2019 (choix de l'organisateur) |
| Tour de Californie                                   | États-Unis          | 2017-2019 (disparition)             |
| Tour de Turquie                                      | Turquie             | 2017-2019 (rétrogradation)          |

## Équipes

### Règlement
Règlement officiel : Titre II: Épreuves sur Route
L'Union cycliste internationale délivre pour un maximum de 18 équipes une « licence UCI WorldTour » (jusqu'à deux licences additionnelles peuvent être délivrées lors de la période 2020-2022). Pour la sélection de ces équipes, l'UCI a créé un barème complexe au fonctionnement non public qui permet d'établir une « hiérarchie mondiale » entre les équipes candidates aux licences World Tour et continentales professionnelles.
L'UCI WorldTeam porte soit le nom de son « partenaire principal, ou de ses deux partenaires principaux, ou de l'un des deux, soit le nom [de son] responsable financier ». Un autre nom en lien avec le projet de l'équipe peut être autorisé. « Sa nationalité est déterminée, au choix de l'UCI WorldTeam, par le pays du siège du responsable financier, ou le pays du siège du titulaire de la licence, ou un pays où se commercialise un produit ou un service du ou d'un partenaire principal sous le nom de l'UCI WorldTeam ou d'un composant de ce nom ».
L'équipe est constituée du titulaire de la licence, de son responsable financier, de ses sponsors, de ses coureurs et des autres personnes assurant son fonctionnement (managers, directeurs sportifs, assistants paramédicaux, mécaniciens, etc.). Une équipe doit engager au minimum 23 coureurs, 2 directeurs sportifs et 8 autres personnes.
Jusqu'en 2016, les équipes titulaires de la licence UCI World Tour, dites « UCI WorldTeam», sont tenues de participer à toutes les compétitions cyclistes ayant obtenu une licence UCI World Tour (au nombre de 28 en 2012). En 2017, la participation est sur la base du volontariat sur les 10 courses World Tour ajoutées. Ces 10 nouvelles courses doivent compter sur la participation d'au moins 10 équipes World Tour pour conserver leur licence. En cas de manquement à cette règle lors de deux éditions consécutives, l’enregistrement de l’épreuve en question est retiré du calendrier UCI WorldTour. Les équipes UCI WorldTeam peuvent être invitées à participer à des courses ne faisant pas partie du World Tour, mais de l'un des cinq circuits continentaux (uniquement les courses de catégories HC et 1 et dans la limite de 50 % des équipes participantes). Parallèlement, depuis 2011, les coureurs d'équipes continentales professionnelles participant à des épreuves du World Tour n'y marquent pas de points.

## Palmarès
Depuis 2019, les classements World Tour ne sont plus calculés et sont remplacés par le classement mondial UCI.

### Classement individuel
| Année | Vainqueur                | Deuxième                 | Troisième                |
| 2005  | Danilo Di Luca (LIQ)     | Tom Boonen (QSI)         | Davide Rebellin (GST)    |
| 2006  | Alejandro Valverde (CEI) | Samuel Sánchez (EUS)     | Fränk Schleck (CSC)      |
| 2007  | Cadel Evans (PRL)        | Davide Rebellin (GST)    | Alberto Contador (DSC)   |
| 2008  | Alejandro Valverde (GCE) | Damiano Cunego (LAM)     | Andreas Klöden (AST)     |
| 2009  | Alberto Contador (AST)   | Alejandro Valverde (GCE) | Samuel Sánchez (EUS)     |
| 2010  | Joaquim Rodríguez (KAT)  | Philippe Gilbert (OLO)   | Luis León Sánchez (GCE)  |
| 2011  | Philippe Gilbert (OLO)   | Cadel Evans (BMC)        | Joaquim Rodríguez (KAT)  |
| 2012  | Joaquim Rodríguez (KAT)  | Bradley Wiggins (SKY)    | Tom Boonen (OPQ)         |
| 2013  | Joaquim Rodríguez (KAT)  | Christopher Froome (SKY) | Alejandro Valverde (MOV) |
| 2014  | Alejandro Valverde (MOV) | Alberto Contador (TCS)   | Simon Gerrans (OGE)      |
| 2015  | Alejandro Valverde (MOV) | Joaquim Rodríguez (KAT)  | Nairo Quintana (MOV)     |
| 2016  | Peter Sagan (TNK)        | Nairo Quintana (MOV)     | Christopher Froome (SKY) |
| 2017  | Greg Van Avermaet (BMC)  | Christopher Froome (SKY) | Tom Dumoulin (SUN)       |
| 2018  | Simon Yates (MTS)        | Peter Sagan (BOH)        | Alejandro Valverde (MOV) |

Éditions suivantes : 2019 • 2020 • 2021 • 2022 • 2023 • 2024 • 2025

### Classement par équipes
| Année | Vainqueur          | Deuxième                       | Troisième           |
| 2005  | CSC                | Phonak                         | Rabobank            |
| 2006  | CSC                | Caisse d'Épargne-Illes Balears | Rabobank            |
| 2007  | CSC                | Liquigas                       | Caisse d'Épargne    |
| 2008  | Caisse d'Épargne   | Astana                         | CSC Saxo Bank       |
| 2009  | Astana             | Caisse d'Épargne               | Columbia-HTC        |
| 2010  | Saxo Bank          | Liquigas-Doimo                 | Rabobank            |
| 2011  | Omega Pharma-Lotto | Sky                            | Leopard-Trek        |
| 2012  | Sky                | Katusha                        | Liquigas-Cannondale |
| 2013  | Movistar           | Sky                            | Katusha             |
| 2014  | Movistar           | BMC Racing                     | Tinkoff-Saxo        |
| 2015  | Movistar           | Katusha                        | Sky                 |
| 2016  | Movistar           | Tinkoff                        | Sky                 |
| 2017  | Sky                | Quick-Step Floors              | BMC Racing          |
| 2018  | Quick-Step Floors  | Sky                            | Bora-Hansgrohe      |

### Classement par pays
| Année | Vainqueur | Deuxième    | Troisième   |
| 2005  | Italie    | États-Unis  | Espagne     |
| 2006  | Espagne   | Italie      | Allemagne   |
| 2007  | Espagne   | Italie      | Australie   |
| 2008  | Espagne   | Allemagne   | Italie      |
| 2009  | Espagne   | Italie      | Australie   |
| 2010  | Espagne   | Italie      | Belgique    |
| 2011  | Italie    | Belgique    | Australie   |
| 2012  | Espagne   | Royaume-Uni | Italie      |
| 2013  | Espagne   | Italie      | Colombie    |
| 2014  | Espagne   | Italie      | Belgique    |
| 2015  | Espagne   | Italie      | Colombie    |
| 2016  | Espagne   | Colombie    | Royaume-Uni |